# Едуардо Лайнг
Едуардо Лайнг (ісп. Eduardo Laing, нар. 27 грудня 1951, Пуерто-Кортес) — гондураський футболіст, що грав на позиції нападника за клуби «Депортіво Платенсе» та «Марафон», а також національну збірну Гондурасу.

## Клубна кар'єра
У дорослому футболі дебютував 1977 року виступами за команду «Депортіво Платенсе», в якій провів дев'ять сезонів. 
Згодом протягом 1987—1988 років захищав кольори «Марафона», після чого повернувся до «Депортіво Платенсе», виступами за який і завершив професійну кар'єру футболіста у 1996 році.

## Виступи за збірну
1981 року дебютував в офіційних матчах у складі національної збірної Гондурасу. Протягом кар'єри у національній команді, яка тривала 9 років, провів у її формі 34 матчі, забивши 8 голів.
У складі збірної був учасником чемпіонату світу 1982 року в Іспанії: де взяв участь у двох іграх групового етапу і забив один гол, принісши своїй команді нічию 1:1 у грі проти північноірландців.

## Титули і досягнення
- Переможець Чемпіонату націй КОНКАКАФ: 1981
- Срібний призер Чемпіонату націй КОНКАКАФ: 1985